# Inchanga virgiliae
Inchanga virgiliae là một loài chân đều trong họ Porcellionidae. Loài này được Barnard miêu tả khoa học năm 1932.